# Diapterus aureolus
Diapterus aureolus är en fiskart som först beskrevs av Jordan och Gilbert 1882.  Diapterus aureolus ingår i släktet Diapterus och familjen Gerreidae. IUCN kategoriserar arten globalt som livskraftig. Inga underarter finns listade i Catalogue of Life.